# Слідчий Файяр на прізвисько «Шериф»
Слідчий Файяр на прізвисько «Шериф» (фр. Le Juge Fayard dit Le Shériff) французька кримінальна драма 1977 року, поставлена режисером Івом Буассе.

## Синопсис
Молодий непримиренний і непідкупний слідчий Жан-Марі Файяр (Патрік Девар), якого називають за це «Шерифом», неортодоксальними методами наважується розкрити справу про пограбування АЗС. Він переконаний, що один з підозрюваних, колишній комісар поліції, користується захистом на найвищому рівні.
Своїми розслідуваннями Файяр заважає багатьом великим ділкам і політикам, пов'язаним злочинними узами з гангстерами та іншими кримінальними елементами. І він заходить настільки далеко у власному прагненні з'ясувати основи існування мафіозного синдикату, який тісно співробітничає з представниками влади, що в результаті стає для них дійсно небезпечним супротивником, якого необхідно фізично знищити…

## В ролях
| Патрік Девар     | ···· | слідчий Жан-Марі Файяр                 |
| Аврора Клеман    | ···· | Мішель Лув'є                           |
| Філіпп Леотар    | ···· | інспектор Мере                         |
| Мішель Оклер     | ···· | Сімон Прадальді на прізвисько «Доктор» |
| Жан Буїз         | ···· | Генеральний прокурор Арну              |
| Жан-Марк Тібо    | ···· | Камю, підприємець                      |
| Даніель Івернель | ···· | Ксав'є Маршерон                        |
| Жан-Марк Борі    | ···· | Люсьєн Дежульдре на прізвисько «Поль»  |
| Анрі Гарсен      | ···· | заступник Генерального прокурора Піко  |
| Жак Спіссе       | ···· | суддя Жак Штайнер                      |
| Марсель Боццуффі | ···· | Жоанно на прізвисько «Капітан»         |
| Ів Афонсо        | ···· | Лекко, бандит                          |
| Ролан Бланш      | ···· | Поль «Пуауло» Лекуртюа                 |

## Визнання
| Нагороди та номінації фільму «Слідчий Файяр на прізвисько „Шериф“» | Нагороди та номінації фільму «Слідчий Файяр на прізвисько „Шериф“» | Нагороди та номінації фільму «Слідчий Файяр на прізвисько „Шериф“» | Нагороди та номінації фільму «Слідчий Файяр на прізвисько „Шериф“» | Нагороди та номінації фільму «Слідчий Файяр на прізвисько „Шериф“» | Нагороди та номінації фільму «Слідчий Файяр на прізвисько „Шериф“» |
| Рік                                                                | Нагорода                                                           | Категорія                                                          | Номінант                                                           | Результат                                                          |                                                                    |
| ------------------------------------------------------------------ | ------------------------------------------------------------------ | ------------------------------------------------------------------ | ------------------------------------------------------------------ | ------------------------------------------------------------------ | ------------------------------------------------------------------ |
| 1976                                                               | Приз Луї Деллюка                                                   | Приз Луї Деллюка                                                   | Ів Буассе                                                          | Перемога                                                           |                                                                    |
| 1978                                                               | Премія «Сезар»                                                     | Найкращий актор                                                    | Патрік Девар                                                       | Номінація                                                          |                                                                    |
| 1978                                                               | Премія «Сезар»                                                     | Найкращий актор другого плану                                      | Філіп Леотар                                                       | Номінація                                                          |                                                                    |
| 1978                                                               | Премія «Сезар»                                                     | Найкращий актор другого плану                                      | Жан Буїз                                                           | Номінація                                                          |                                                                    |